# Кубок Ірландії з футболу 2020
Кубок Ірландії з футболу 2020 — 100-й розіграш кубкового футбольного турніру в Ірландії. Титул здобув Дандолк.

## Календар
| Раунд        | Дата                          | Матчі | Клуби   |
| ------------ | ----------------------------- | ----- | ------- |
| Перший раунд | 10-11 серпня 2020             | 3     | 19 → 16 |
| 1/8 фіналу   | 28-31 серпня 2020             | 8     | 16 → 8  |
| 1/4 фіналу   | 31 жовтня - 25 листопада 2020 | 4     | 8 → 4   |
| 1/2 фіналу   | 29 листопада 2020             | 2     | 4 → 2   |
| Фінал        | 6 грудня 2020                 | 1     | 2 → 1   |

## Перший раунд
| Команда 1      | Рахунок | Команда 2            |
| -------------- | ------- | -------------------- |
| 10 серпня 2020 |         |                      |
| Фінн Гарпс     | 1:0     | Сент-Патрікс Атлетік |
| 11 серпня 2020 |         |                      |
| Дандолк        | 1:0     | Вотерфорд            |
| Корк Сіті      | 1:0 дч  | Лонгфорд Таун (2)    |

## 1/8 фіналу
| Команда 1          | Рахунок | Команда 2        |
| ------------------ | ------- | ---------------- |
| 28 серпня 2020     |         |                  |
| Атлон Таун (2)     | 5:3 дч  | Вексфорд Ютс (2) |
| Голвей Юнайтед (2) | 2:5     | Шелбурн          |
| 29 серпня 2020     |         |                  |
| Дроеда Юнайтед (2) | 0:2     | Деррі Сіті       |
| Брей Вондерерз (2) | 0:2     | Фінн Гарпс       |
| 30 серпня 2020     |         |                  |
| Ков Рамблерс (2)   | 0:2     | Дандолк          |
| УКД (2)            | 1:3     | Слайго Роверз    |
| 31 серпня 2020     |         |                  |
| Шемрок Роверс      | 2:1     | Корк Сіті        |
| Богеміан           | 2:0     | Кабінтілі (2)    |

## 1/4 фіналу
| Команда 1         | Рахунок      | Команда 2     |
| ----------------- | ------------ | ------------- |
| 31 жовтня 2020    |              |               |
| Атлон Таун (2)    | 4:1          | Шелбурн       |
| 20 листопада 2020 |              |               |
| Богеміан          | 1:4          | Дандолк       |
| Фінн Гарпс        | 2:3          | Шемрок Роверс |
| 25 листопада 2020 |              |               |
| Слайго Роверз     | 0:0 пен. 3:1 | Деррі Сіті    |

## 1/2 фіналу
| Команда 1         | Рахунок | Команда 2     |
| ----------------- | ------- | ------------- |
| 29 листопада 2020 |         |               |
| Атлон Таун (2)    | 0:11    | Дандолк       |
| Шемрок Роверс     | 2:0     | Слайго Роверз |

## Фінал
| 6 листопада 2020 20:40 (EEST) |

| Шемрок Роверс      | 2:4 дч   | Дандолк                                  |
| ------------------ | -------- | ---------------------------------------- |
| Грін 49' Лопес 74' | Протокол | Макміллан 69', 72' (пен.), 117' Оре 111' |

| Авіва, Дублін Глядачів: 0 Арбітр: Роб Гарві |